# Arthur Charlesworth
Arthur Charlesworth (4 tháng 2 năm 1898 – 4 tháng 1 năm 1966) là một cầu thủ bóng đá người Anh.
Charlesworth thi đấu cho Hull City, Worksop Town, Doncaster Rovers và York City.